# Oscar et Lucinda
Pour plus de détails, voir Fiche technique et Distribution.
Oscar et Lucinda (Oscar and Lucinda) est un film américano-australien réalisé par Gillian Armstrong d'après le roman de Peter Carey, et sorti en 1997.

## Synopsis
Lucinda Leplastrier et Oscar Hopkins ont un point commun : ils sont ludomanes. Le destin finit par les rejoindre, elle, ancienne paysanne qui décide de se lancer dans l'auto-entreprise, et lui, fils de pasteur et lui-même prêtre, sur un bateau où ils vont s'éprendre l'un de l'autre. Mais les idéaux du jeune homme vont l'éloigner d'elle tandis que leur passion du jeu les met dans des situations pénibles.

## Fiche technique
Sauf indication contraire, les données ci-dessous sont issues d'Allociné ou de l'Internet Movie Database (voir liens externes)
- Titre français : Oscar et Lucinda
- Titre original : Oscar and Lucinda
- Scénario : Laura Jones, d'après l'œuvre de Peter Carey
- Décors : Luciana Arrighi
- Costumes : Janet Patterson
- Photographie : Geoffrey Simpson
- Montage : Nicholas Beauman
- Musique : Thomas Newman
- Production :
  - Robin Dalton
  - Mark Turnbull
  - Timothy White
- Sociétés de production :
  - The Australian Film Finance Corporation
  - Fox Searchlight Pictures
  - Meridian films
  - New South Wales Films & TV Office
  - Dalton Films
- Sociétés de distribution :
  - Fox Searchlight Pictures
  - 20th Century Fox
- Budget : 9 000 000 dollars
- Pays de production :  États-Unis,  Australie
- Langue d'origine : anglais
- Format : couleur - 35 mm - CinemaScope - 2.35:1 - son Dolby
- Genre : drame
- Durée : 132 minutes
- Dates de sortie :
  - États-Unis : 31 décembre 1997
  - France : 1998

## Distribution
- Ralph Fiennes : Oscar Hopkins
- Cate Blanchett : Lucinda Leplastrier
- Ciarán Hinds : Dennis Hasset
- Tom Wilkinson : Hugh Stratton
- Linda Bassett : Betty Stratton
- Richard Roxburgh : M. Jeffries
- Bille Brown : Percy Smith
- Barry Otto : Jimmy D'Abbs
- Paul Rogers : un délégué au jeu

## Nomination
Le film est nommé pour l'Oscar des meilleurs costumes lors de la 70e cérémonie des Oscars, mais n'obtient pas de prix.